# Édith Piaf
Édith Giovanna Gassion, conhecida como Édith Piaf (Paris, 19 de dezembro de 1915 — Grasse, 10 de outubro de 1963), foi uma consagrada cantora, compositora e atriz francesa. O seu ritmo musical era concentrado inicialmente em música de salão e as suas variedades, mas ficou reconhecida pelo seu talento com a música de estilo francês chanson. O seu canto dramático expressava claramente os momentos trágicos que permearam sua intensa história de vida. 
Entre seus maiores sucessos estão La vie en rose (1946), Hymne à l'amour (1949), Milord (1959), Non, je ne regrette rien (1960). Participou de peças teatrais e filmes. Em junho de 2007 foi lançado um filme biográfico sobre ela, chegando aos cinemas brasileiros em agosto do mesmo ano com o título Piaf – Um Hino Ao Amor (originalmente La Môme, em inglês La Vie En Rose), direção de Olivier Dahan.
Édith Piaf está sepultada na mais célebre necrópole francesa, o cemitério do Père-Lachaise. O seu funeral foi acompanhado por uma multidão poucas vezes vista na capital francesa. Hoje, o seu túmulo é um dos mais visitados por turistas do mundo inteiro. Segundo a pesquisa da BBC: Le Plus Grand Français, Édith Piaf foi considerada a 10.ª maior personalidade francesa de todos os tempos.

## Biografia

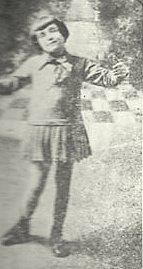
Édith Piaf quando criança.

A consagrada cantora nasceu como Édith Giovanna Gassion em Belleville, um distrito cheio de imigrantes em Paris. Uma lenda diz que ela nasceu na calçada da Rue de Belleville 72, mas a sua certidão de nascimento cita o Hospital Tenon, que faz parte de Belleville. Ela recebeu o nome de Édith em homenagem a uma enfermeira britânica da Primeira Guerra Mundial que foi executada por ajudar soldados franceses a escapar dos alemães. Piaf, um nome coloquial francês para um tipo de pardal, foi um apelido dado a ela 20 anos depois.
A sua mãe, Annetta Giovanna Maillard (1895–1945), era pied-noir, mais especificamente cabila-berbere, também possuía ascendência franco-italiana por parte de pai. Ela trabalhava como cantora em um café com o pseudônimo de Line Marsa, tendo sido obrigada a deixar a profissão contra sua vontade após o casamento. Louis-Alphonse Gassion (1881–1944), o pai de Édith, era normando e acrobata de rua com um passado no teatro. Devido a dificuldades financeiras após a separação conturbada que tiveram em 1916, devido a agressões físicas, traições e humilhações, a mãe de Édith passou a sustentar a menina cantando em restaurantes, cafés, e também nas ruas de Paris, porém a abandonou em janeiro de 1918 com o ex-marido, quando Édith havia recém completado dois anos, pois decidiu ir embora de Paris para tentar seguir carreira artística como cantora, porém sem êxito, terminando por se prostituir pelas ruas parisienses para poder sobreviver, não procurando mais sua única filha, Édith, que carregou a mágoa e a dor do abandono materno por toda a vida. Sem recursos financeiros e sozinho com a filha, o pai de Édith a deixou aos cuidados de sua avó materna, Emma Aïcha Saïd ben Mohammed (1876–1930), que era negligente com Édith, batendo na menina, deixando-a sozinha em uma saleta com fome, e também não cuidava da sua higiene. Ela ficou dezoito meses com a avó, mas quando o seu pai soube desta situação, decidiu levar a filha consigo, mas não pôde ficar com ela, pois precisou se alistar na armada francesa, para lutar na Primeira Guerra Mundial. Seu pai, mesmo relutando, então, levou-a para que ficasse com a mãe dele, a avó paterna de Édith, uma ex-prostituta e atual dona de um bordel em Bernay, na Normandia. Lá, a sua avó e as demais prostitutas cuidaram da pequena Édith, em especial a meretriz Titine, que a criou por três anos como sendo sua própria filha.
Dos cinco aos seis anos, Édith ficou parcialmente cega, devido a uma queratite. De acordo com uma de suas biografias, ela curou-se depois de sua avó, junto com as prostitutas, a terem levado em uma curta viagem até a cidade de Lisieux, para que Édith pudesse orar no túmulo de Santa Teresa de Lisieux, conhecida popularmente como Santa Teresinha. O túmulo é um local de popular peregrinação na França, onde pessoas oram para agradecer ou pedir alguma cura e/ou bênção. Após passar o dia orando, Édith retornou a Paris. Uma semana após esse episódio, milagrosamente voltou a enxergar. Esse episódio a fez tornar-se uma católica fervorosa após adulta, sempre indo a missa aos domingos, lendo diariamente a bíblia, orando de joelhos com seu terço, e sempre usando seu crucifixo no pescoço. Por toda a vida, Édith conservou grande devoção a Santa Teresinha, a quem atribuía todas as suas conquistas.
Em 1922, aos sete anos, o pai de Édith conseguiu reunir condições financeiras para tirar a filha da companhia da avó, contra a vontade de Édith, que sofreu ao separa-se de Titine, a que mais lhe dava afeto naquele local em que vivia. Seu pai levou-a de volta consigo, para viverem juntos no circo itinerante em que ele trabalhava, onde a companhia circense viajava por toda a França. No circo, Édith apaixonou-se pelo mundo artístico e decidiu que queria ser artista como o pai, porém o mesmo saiu do circo após três anos, devido a constantes desentendimentos com o patrão. Em 1925, ele voltou para Paris com a filha, e a matriculou numa escola pública no período da manhã, já que Édith não pôde estudar no período que morou no circo, que sempre estava em uma cidade diferente, e então seu pai passou a trabalhar por conta própria fazendo acrobacias nas ruas parisienses. Ao término das aulas, Édith acompanhava o pai nas suas apresentações, recolhendo o dinheiro das mesmas, mas o público sempre questionava qual número circense a menina fazia, porém Édith ficava calada, pois não sabia ainda qual era o seu talento. Um dia, a menina de dez anos, que, tentando improvisar alguma apresentação para ajudar o pai a ganhar mais dinheiro, decidiu cantar o hino nacional francês, A Marselhesa, sendo muito aplaudida pelo pequeno público que se aglomerava a volta deles. Vendo o talento da filha, ambos passaram a sobreviver desse trabalho nas ruas de Paris: Seu pai fazia performances acrobáticas e Édith cantava.
Aos 15 anos, ela e o pai iniciaram diversas brigas. Ele temia que a jovem tivesse o mesmo destino da mãe dela, não aceitando a vocação artística da filha, não querendo que ela tentasse ter uma carreira profissional como cantora e se frustrasse, mas sim, queria lhe arrumar um casamento. Sem o pai saber, Édith já escrevia as suas primeiras canções, e quando não estava se apresentando com o pai nas ruas, fazia pequenas apresentações em estabelecimentos locais e ganhava um pouco de dinheiro. Desesperada, e querendo lutar por seus sonhos, Édith fugiu de casa, deixando uma carta de despedida para seu pai, indo viver em um quarto alugado, no Grand Hôtel de Clermont, na rua Veron, 18, em Paris. Nesta época começou a se apresentar em restaurantes e bares nos bairros nobres de Quartier Pigalle e Ménilmontant, e também nos bairros pobres do subúrbio de Paris. Nessa época, juntou-se à atriz iniciante, que frequentava suas apresentações, Simone Berteaut, apelidada de "Mômone" e as duas tornaram-se amigas inseparáveis, tendo ido morar juntas em um pequeno quarto no subúrbio parisiense, para dividir o aluguel. Já havia um ano que Édith havia saído de casa, e seu pai tentava convencê-la a voltar, o que ela não queria. Nesta época estava com 16 anos quando se apaixonou pela primeira vez, por Louis Dupont, um rapaz três anos mais velho, e entregador de pães, que tornou-se o seu primeiro namorado.
Após três meses de namoro, ela deixou o quarto que vivia com sua amiga e foi morar no quarto alugado no qual Louis vivia sozinho. Inicialmente, ela o ajudava com as despesas, pois ele não se opôs a sua profissão de cantora, embora Édith fosse alvo de preconceito social por ser uma mulher financeiramente independente. Aos 17 anos, em 11 de fevereiro de 1933, em Paris, Édith deu à luz de parto normal no mesmo hospital em que nasceu, a sua única filha, Marcelle Léontine Gassion Dupont. A partir daí, o seu casamento entrou em crise, pois o marido passou a humilhá-la e agredi-la, impedindo que ela voltasse a cantar. Quando sua filha fez um ano de vida, ela decidiu fugir de casa. Não queria deixar a menina, mas sabia que a noite não era um lugar saudável para uma criança estar. Assim, com as economias que tinha, voltou a morar sozinha mais distante dali, escondendo-se de seu ex-marido. A filha adoeceu após a sua partida. Já estabelecida, embora ainda com pouco dinheiro, Édith voltou seis meses depois para buscá-la, mas seu ex-marido não a deixou vê-la, e a justiça nada fez para ajudar a jovem artista a recuperar a menina, pois a forte censura da época era a favor da moral e dos bons costumes, sendo contra os artistas. Impedida de ver sua filha e sofrendo muito, não pôde mais voltar a procurá-la. Marcelle faleceu de meningite, com dois anos de idade, em 7 de julho de 1935, e foi enterrada no Cemitério do Père-Lachaise, onde futuramente Édith também foi enterrada, ao lado de sua filha. Dupont, o pai da menina, criou sua filha até a morte desta.  A relação familiar conturbada de Édith com seu pai, que a artista voltou a procurar para uma reconciliação, porém sem êxito, as brigas com sua mãe, que reapareceu, mas só queria o dinheiro da cantora, aliado ao adoecimento e falecimento de sua única filha, causaram danos psicológicos profundos em Édith, que se culpava a todo momento, desenvolvendo uma profunda depressão, com diversas tentativas de suicídio. A cantora levou a dor imensurável da perda de sua filha até o fim de sua vida, o que a levou a dedicar-se de corpo e alma a sua carreira, optando por nunca mais querer ter filhos.
Após reencontrar sua amiga Mômone, e voltarem a morar juntas, Édith começou a cantar em praças, boates, bares e também bordéis. Lá conheceu seu segundo namorado, um cafetão chamado Albert. A relação tornou-se abusiva com o tempo, onde ele passou a ameaçá-la: em troca de não forçá-la a se prostituir, cobrava comissões sobre o dinheiro que ela ganhava cantando. Ele passou a prendê-la no bordel, e a impedir que ela cantasse em outros locais. Sua amiga tentou ajudá-la mas a polícia tratava cantoras como prostitutas. Após sofrer agressões, humilhações e abusos sexuais, Édith conseguiu terminar definitivamente o namoro, quando fugiu do bordel, após descobrir que Albert também era um assassino, e que uma de suas colegas que contavam na noite, chamada Nádia, amante de seu namorado, cometeu suicídio, para não tornar-se prostituta.

## Carreira e Relacionamentos

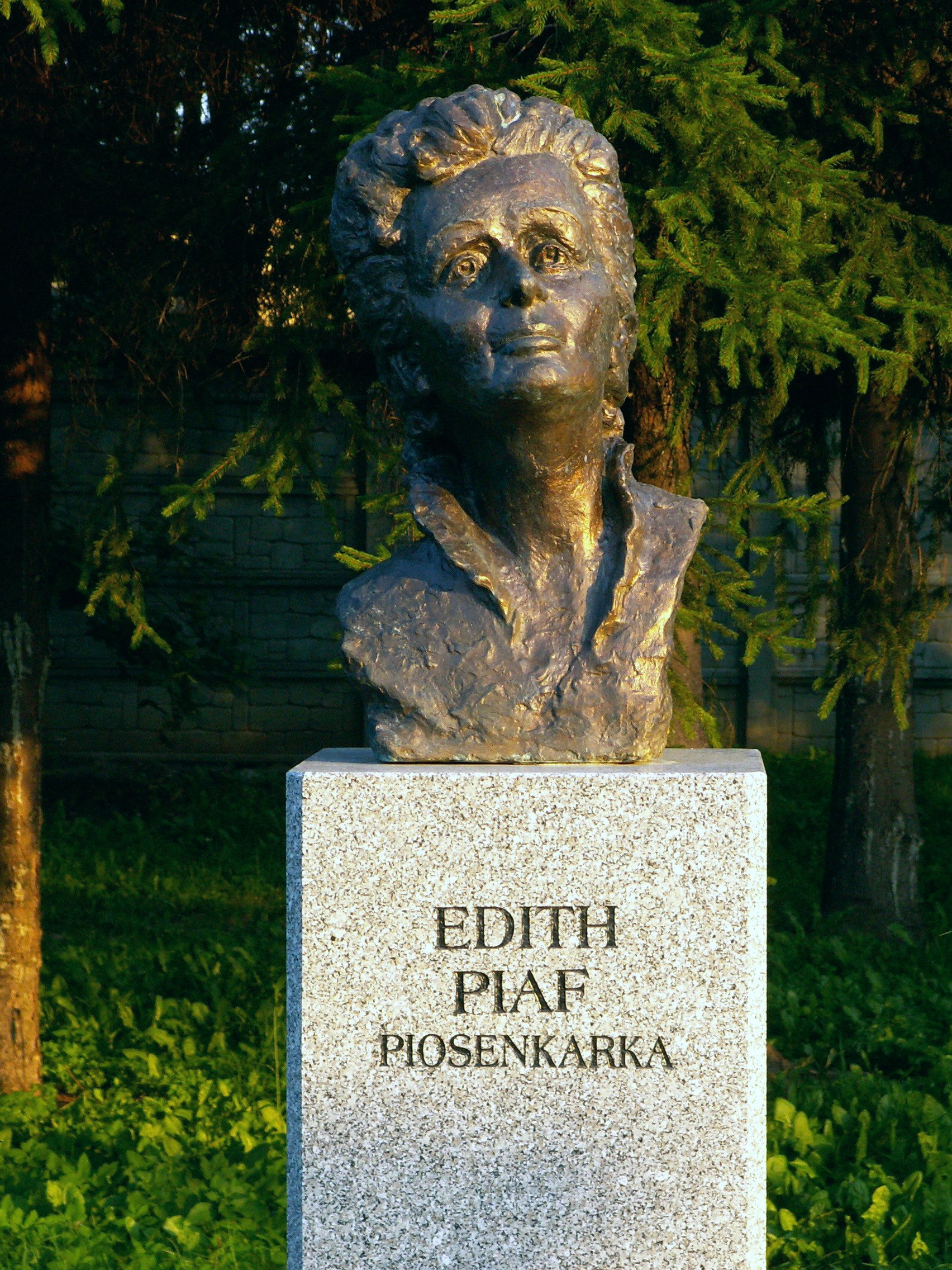
Busto de Édith Piaf na Polônia.

Em 1935, Édith foi descoberta cantando na rua da área de Pigalle por Louis Leplée, dono do cabaré Le Gerny's, situado na avenida Champs Élysées, em Paris. Foi ele quem a iniciou na vida artística e a batizou de la Môme Piaf, uma expressão francesa que significa "pequeno pardal" ou "pardalzinho", pois ela tinha uma estatura baixa (1,42 m). Lepleé, vendo quão nervosa Piaf ficava ao cantar, começou a ensinar-lhe como se portar no palco e disse-lhe para começar a usar um vestido preto, quando se apresentasse, vestuário que mais tarde se tornou sua marca registrada como roupa de apresentação. Ele também fez enorme campanha para a noite de estreia de Piaf no Le Gerny's, o que resultou na presença de várias celebridades, como o ator Maurice Chevalier e a grande vedeta do music hall, Mistinguett. Foi durante suas apresentações no Le Gerny's que Piaf conheceu o compositor Raymond Asso e a compositora Marguerite Monnot, que se tornou sua parceira profissional, grande e fiel amiga por toda sua vida. São de Marguerite composições como Mon légionnaire, Hymne à l'amour, Milord e Les Amants d'un jour.
No ano seguinte (1936), Piaf assina contrato com a Polydor e lança seu primeiro disco Les Mômes de la Cloche, que se torna sucesso imediato. Mas, no dia 6 de abril desse mesmo ano, Leplée é assassinado em seu domicílio. Piaf é interrogada, e por conhecer o assassino, é acusada de cúmplice, mas sem provas de sua participação no crime, acabou sendo absolvida mais tarde. Ele foi morto por um assaltante que havia sido namorado de Édith no início de sua carreira,  o que gerou uma atenção negativa sobre ela por parte dos mídia, ameaçando assim a sua carreira. Édith havia terminado esse relacionamento após descobrir que ele era um criminoso, mas o mesmo passou a persegui-la e ameaçá-la, e ela nunca soube se realmente foi uma coincidência ele assaltar a casa e depois matar seu empresário, se fez isso para complicar sua vida ou se na verdade pensou que Édith estava na casa e foi lá para matá-la. Esse episódio a fez recair em depressão, abusando do álcool e cigarro. Para reerguer a sua imagem, ela retoma contato com Raymond Asso, com quem, mais tarde, ela também viria a se envolver romanticamente. Raymond passou a ser o seu novo mentor e foi ele quem mudou o nome artístico dela de "La Môme Piaf" para "Édith Piaf". Ele encomendou a Marguerite Monnot canções que tratassem unicamente do passado de Piaf como cantora de rua. A partir deste reencontro, Raymond começou a fazer Piaf trabalhar arduamente para se tornar uma cantora profissional de Music Hall, a orientando para que soubesse usar gestos suaves com as mãos, e figurinos mais belos no palco.
Entre 1936 e 1937, Piaf se apresentou no Bobino, um music hall no bairro Montparnasse. Em março de 1937, ela fez a sua estreia no music hall ABC, onde ela se tornou imediatamente uma imensa vedete da canção francesa, amada pelo público e difundida pela rádio. Em 1940, estreou-se no teatro com uma peça de Jean Cocteau, Le Bel Indifférent, escrita especialmente para ela, e que a fez contracenar com seu então namorado, o ator Paul Meurisse. Ao lado de Paul, ela se estreia em um filme em 1941, Montmartre-sur-Seine de Georges Lacombe.
Durante a ocupação alemã na França, Piaf continuou seus shows. Muitos a consideraram uma traidora, mas, após a guerra, ela declarou que trabalhou a favor da resistência francesa. Na primavera de 1944, recém separada de Paul, Piaf conhece o jovem cantor Yves Montand e passou a ser sua amiga e mentora intelectual. Eles também foram namorados.
Em 1945, Piaf escreveu uma de suas primeiras canções: La Vie en Rose, a canção mais célebre dela e seu grande clássico, que a consagrou mundialmente. Em 1946, Montand estreia no cinema ao lado de Piaf em Étoile sans lumière. Neste ano também, o romance terminaria para Édith e Yves. Piaf acaba desfazendo o relacionamento devido às traições dele, no momento em que ele estava perto de alcançar o mesmo sucesso dela.
Durante esse tempo, Piaf estava fazendo muito sucesso por toda a França. Após a Segunda Guerra Mundial, tornou-se famosa internacionalmente, excursionando pela Europa, Japão, América do Sul e América do Norte. De início, ela conseguiu pouco sucesso entre o público norte-americano. Entretanto, após a publicação de uma brilhante matéria enaltecendo sua carreira, escrita por um proeminente crítico de Nova York, Piaf viu seu sucesso crescer ao ponto de sua popularidade levá-la a se apresentar oito vezes no Ed Sullivan Show e duas vezes no Carnegie Hall (1956 e 1957).
Em 1947, ela faz os seus primeiros shows nos Estados Unidos. Em 1948, durante sua volta aos Estados Unidos, ela conheceu  o pugilista Marcel Cerdan. De nacionalidade francesa, mas nascido na Argélia, Marcel era casado ao começar seu tórrido romance com Édith Piaf. Pouco tempo depois de os dois se conhecerem, Marcel tornou-se campeão mundial de boxe. Em 28 de outubro de 1949, Marcel morreu em acidente de avião em um voo de Paris para Nova Iorque, onde a reencontraria. Édith ficou extremamente abalada com a morte de seu amante: Ele ia deixar a esposa para casarem-se. Sofrendo muito por essa perda, suas crises de depressão aumentaram. Édith desenvolveu ansiedade e insônia, e também fibromialgia e artrite reumatoide, que lhe causavam dores físicas insuportáveis. Com o intuito de amenizá-las, Édith Piaf começou a se anestesiar, aplicando fortes doses de morfina. Ela acabou aumentando seu vício em cigarros e bebidas alcoólicas, vícios estes que iniciou na adolescência. Quando tais vícios começaram a prejudicar a sua performance no palco e ameaçaram sua carreira, passou por tratamentos de desintoxicação, realizando tratamento psiquiátrico, tomando ansiolíticos e antidepressivos, que também lhe prejudicavam, a deixando dopada, decidindo só tomar esses remédios quando estava em crise depressiva, os misturando com altas doses de bebidas alcoólicas para cortar o efeito da sedação e poder cantar, sem estar muito bêbada e nem muito dopada. Também passou a misturar álcool e seus remédios com altas doses de barbitúricos para tratar sua insônia. Sentindo-se muito só, acabou isolando-se socialmente em sua mansão. Nesta época de recolhimento e grande introspecção, compôs grandes sucessos que a consagraram, como Hymne à l'amour e Mon Dieu, que foram cantadas por Édith em memória a Marcel.
Em 1951 o jovem cantor Charles Aznavour foi contratado como seu secretário, assistente pessoal e motorista. Com o tempo de amizade, ele tornou-se o seu confidente, e a ajudou a sair de sua crise depressiva. Ela o ajudou a decolar sua carreira, levando-o em turnê pelos Estados Unidos e pela França, e gravando algumas de suas músicas. Nestas viagens, mantiveram um caso amoroso, uma amizade colorida como definiu Édith. No mesmo ano, de volta a França, e já separada de Charles, conheceu e iniciou um namoro com o célebre cantor francês Jacques Pills. Com seis meses de namoro, casaram-se no dia 20 de setembro de 1952. Após muitas brigas porque Jacques queria ser pai e Édith não queria ser mãe, ambos não chegaram a um acordo amigável, e divorciaram-se em 1956.
Após a separação, envolveu-se amorosamente com atores, empresários, cantores e compositores. Nesta época, iniciou uma história de amor com Georges Moustaki, apelidado de "Jo", que Édith lançou no cenário musical. Ao seu lado, sofreu um grave acidente automobilístico em 1958, enquanto viajavam durante uma madrugada chuvosa, o que a fez ficar um mês internada, e deixou como sequela o agravamento de suas dores físicas e constantes desmaios, o que a levou a um uso descontrolado de morfina, devido as dores paralisantes que sentia, precisando realizar diversos tratamentos de desintoxicação. Tudo isto piorou o seu já deteriorado estado de saúde por conta da artrite e da fibromialgia, aumentando consideravelmente sua dependência por álcool, para lidar com o agravamento da depressão, pois ficou temporariamente impossibilitada de cantar. Recuperada em alguns meses, Édith pôde voltar a sorrir ao voltar para os palcos. Nessa época gravou mais um grande sucesso, a canção Millord, da qual Moustaki foi o compositor.
Em 1960 terminou seu namoro com Georges, e iniciou um relacionamento com Théo Sarapo, um cabeleireiro francês de ascendência grega, rapaz vinte anos mais novo do que ela, onde o casal enfrentou juntos os preconceitos sociais por conta da diferença etária. Os dois casaram-se em 1962, e ficaram juntos até o falecimento de Édith, que o ajudou bastante a se tornar um cantor e ator de sucesso.

## Morte

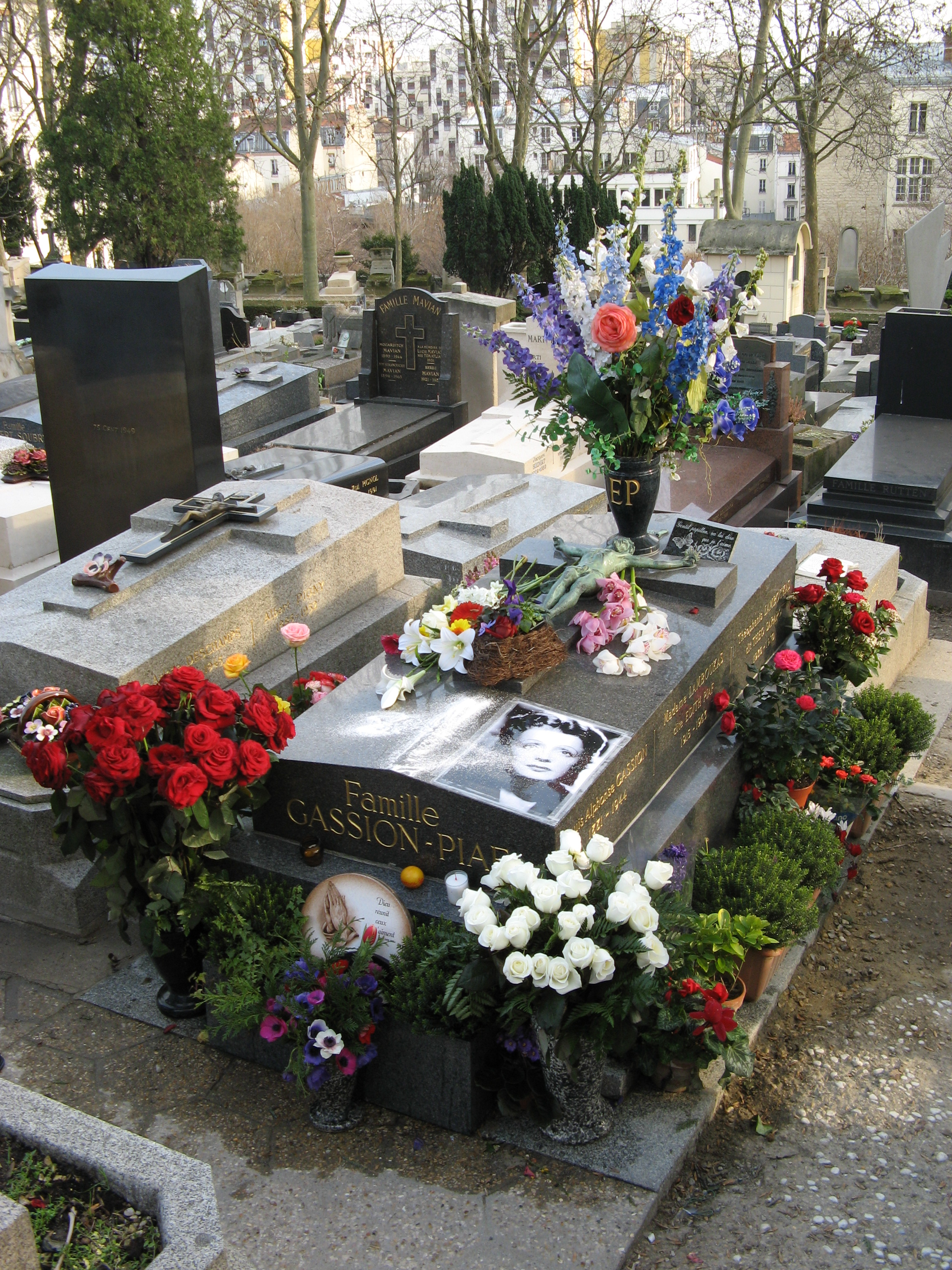
Túmulo de Édith Piaf no cemitério do Père-Lachaise.

Édith Piaf faleceu em 10 de outubro de 1963, vítima de câncer no fígado, em decorrência do alcoolismo, em Plascassier, na cidade de Grasse, nos Alpes Marítimos, aos 47 anos. O consumo de bebidas alcoólicas, cigarros, barbitúricos e grande quantidade de morfina para tratar de sua dor intensa causada pelo que hoje se sabe, lúpus eritematoso sistêmico tiveram um severo impacto em sua saúde.
Poucos meses antes de sua morte, ela alugara uma mansão de 25 cômodos de frente à praia, onde passou 2 meses de descanso com amigos e com o marido. Segundo o seu acordeonista, Marc Bonel, foi um período de muitas festas: almoços e jantares para 30 a 40 pessoas, todos os dias, regados a muito espumante, whisky e música.
Por medida de economia, transferiu-se para uma casa em Plascassier, apenas com seus funcionários principais: A enfermeira, o acordeonista, a secretária e o empresário. Mesmo muito ocupado profissionalmente com viagens, o seu marido foi junto, onde na época trabalhava em um filme em Paris para "assegurar o dinheiro do casal", como dizia a própria Piaf.
Édith Piaf faleceu em consequência de uma hemorragia interna no fígado: A cantora estava em coma há duas semanas. Como disse certa vez em um documentário, ela morreu "sem um grito, sem uma palavra..." O transporte de seu corpo para Paris foi feito clandestina e ilegalmente. O seu falecimento foi anunciado oficialmente no final do dia 11 de outubro. Faleceu no mesmo dia que o seu amigo Jean Cocteau e foi enterrada no cemitério do Père-Lachaise (Divisão 97).

## Grandes amizades
Édith Piaf influenciou grande parte dos artistas da sua época. Tornou-se principalmente uma ponte para que estes se conhecessem; geralmente, o seu círculo de amizade se encontrava em sua casa. Foi na sua residência que grandes nomes da música francesa tiveram o primeiro contato. Em diversas vezes, iniciaram maravilhosas parcerias musicais, tais como Gilbert Bécaud, Jacques Pills (célebre cantor francês com quem a intérprete se casou em setembro de 1952 na Igreja de São Vicente de Paulo), Jacques Plante, Louis Amade, Charles Aznavour (com quem também teve um caso amoroso), Jean Broussolle, Yves Montand, Jacques Prévert, Francis Lemarque, entre tantos outros, hoje também consagrados na história fonográfica da França e do mundo.
Segundo Marc Robine, em seu livro Il était une fois la chanson française: Des trouvères à nos jours, é na casa de Piaf que Gilbert Bécaud começa a sua amizade com Charles Aznavour com quem ele escreverá diversas canções como Mé qué me qué ou La Ville, que serão registradas em cada um deles, interpretadas e preparadas de maneira bem diferente. Ainda na casa da cantora, Bécaud reencontra Jean Broussolle – das Compagnons de La Chanson, que lhe escreverá as letras de Alors, raconte. Os Compagnons registraram, no curso de sua longa carreira, uma gama de canções de Bécaud e Aznavour. Também na residência de Piaf, Charles Aznavour conheceu Jacques Plante, que se tornou um de seus grandes colaboradores (For me…formidable, La Bohème, Les Comédiens…). Assim, pouco a pouco, o círculo de relações e de colaborações de Piaf foi se alargando ainda mais. Na época imediata ao pós-guerra, que via nascer toda uma nova geração de artistas, não só a cantora teve apoio incondicional de seus amigos, grandes profissionais de música, mas também ajudou na carreira de muitos deles.

## Discografia

### Brasileira
- La vie en rose
- The very best of Édith Piaf (1990)
- Édith Piaf: 30ème anniversaire (2000)
- Sparrow of Paris (2002)
- Tu es partout (2002)
- Hymme à l'amour (2007)
- Platinum Collection - Digipack Édith Piaf
- La Historia: Box Édith Piaf (2008)
- Coleção Forever: Édith Piaf (2008)

## As grandes canções de Édith Piaf
- L'accordéoniste (1940)
- La vie en rose (1946)
- Les trois cloches (1946)
- Hymne à l'amour (1950)
- Padam… Padam… (1951)
- Jézebel (1951)
- Johnny, tu n'es pas an ange (1953)
- Sous le ciel de Paris (1954)
- Les amants d'un jour (1956)

Edith Piaf com Marlene Dietrich sua amiga em 1959.

- Mon manège à moi (Tu me fais tourner la tête) (1956)
- Milord (1959)
- Non, je ne regrette rien (1960)

## Os filmes
- La garçonne (1936) Jean de Limur
- Montmartre-sur-Seine (1941) Georges Lacombe
- Étoile sans lumière (1946) Marcel Blistène
- Al diavolo la celebrità (1949) Mario Monicelli Steno
- Paris chante toujours (1951) Pierre Montazel
- Boum sur Paris (1953) Maurice de Canonge
- Si Versailles m'était conté (1954) Sacha Guitry
- French cancan (1954) Jean Renoir
- Édith et Marcel (1983) Claude Lelouch
- La Môme (2007) Olivier Dahan